# Ansar Al-Furqan
Ansar Al-Furqan  (em árabe: انصار الفرقان, Partidários do Critério) é uma organização militante sunita balúchi ativa na insurgência no Sistão-Baluchistão e uma organização designada terrorista pelo Irã. O grupo foi estabelecido em dezembro de 2013 por uma fusão do Harakat al-Ansar e do Hizbul-Furqan. 
De acordo com o Terrorism Research & Analysis Consortium, eles têm laços com Katibat al Asad Al ‘Islamia, Jeish Muhammad, Frente Al-Nusra e Jaish ul-Adl. 
Durante os protestos iranianos de 2017-2018, Ansar Al-Furqan assumiu a responsabilidade pelo ataque bombista de um oleoduto em Ahvaz, uma cidade localizada na província do Khuzistão no Irã. 
Também assumiram a responsabilidade pelo atentado suicida de Chabahar em 2018, que matou duas pessoas e feriu outras 48.